# Mixte (série télévisée)
 (août 2021).
Mixte est une série télévisée française créée par Marie Roussin et diffusée depuis le 14 juin 2021 sur Prime Video.

## Synopsis
En 1963, le lycée Voltaire, jusqu’alors réservé aux garçons, accueille pour la première fois des filles. Elles sont peu nombreuses, mais avec leur arrivée, c’est toute la vie du lycée qui est bouleversée, pour les élèves comme pour les professeurs.

## Distribution

### Personnages principaux
- Léonie Souchaud : Michèle Magnan
- Lula Cotton-Frapier : Annick Sabiani
- Anouk Villemin : Simone Palladino
- Nathan Parent : Henri Pichon
- Baptiste Masseline : Jean-Pierre Magnan, grand frère de Michèle
- Gaspard Meier-Chaurand : Alain Laubrac
- Pierre Deladonchamps : Paul Bellanger, le surveillant général
- Nina Meurisse : Camille Couret, professeure d’anglais
- Maud Wyler : Jeanne Bellanger, l’infirmière du lycée
- Vassili Schneider : Joseph Descamps

### Personnages secondaires
- Arthur Legrand : Jean Dupin
- François Rollin : Proviseur Jacquet
- Gérald Laroche : Louis Douillard, professeur de latin
- Anne Le Ny : Hélène Giraud, dit « barbe-bleue », professeure d’histoire
- Gaspard Gevin-Hié : Daniel Applebaum
- Antoine Werner : Didier Felbec
- Dimitri Fouque : Charles Vergoux
- Enzo Monchauzou : Yves Lamaziere
- Adil Mekki : Ahmed Belkacem
- Maxime d'Aboville : Emile Marcelin, professeur de français-philosophie
- Martial Courcier : Raymond Meyer, professeur de chimie
- Rémi Pedevilla : Lucien Moreau, professeur d'EPS
- Camille Charbeau : Maurice Vannel, surveillant du lycée
- Edouard Michelon : Leon De Goff, professeur de mathématiques
- Antoine Pelletier : Serge Casiro
- Francis Leplay : Rene Herman, professeur de biologie
- Margot Bancilhon : Denise, compagne de Jeanne Bellanger
- Emilien Vekemans : Roger Lagarrigue
- Karen Alyx : Germaine Magnan
- Christophe Kourotchkine : Gerard Magnan
- Sarah Badri : Christiane Roux
- Doriane Chastanet : Solange Bayand
- Jessica Czekalski : Yvette Le bihan
- Inès Domingo : Françoise Martin
- Paula Kvasnikoff : Monique Jordan
- Meylie Vignaud : Martine Gomez
- Valentine Pooterman : Genevièvre Lautret
- Noé Riche-Simon : Jacqueline Bouts
- Louis Ould-Yaou: Yves Blouson noir
- Maceo Simon : Albert Blouson noir
- Amira Casar : Irène, l’actrice de la troupe
- Anne Le Guernec : Alice (Ep 5)

## Fiche technique
- Créateur : Marie Roussin
- Réalisation : Alexandre Castagnetti, Edouard Salier
- Scénario : Marie Roussin,Julie-Albertine Simonney, Vladimir Haulet, Clémence Madeleine-Perdrillat
- Production : Laurent Ceccaldi, Eleonore Dailly, Edouard de Lachomette, Marie Roussin, Caroline Solanillas
- Pays d'origine :  France
- Langue originale : français
- Nombre de saisons : 1
- Nombre d'épisodes : 8
- Durée : 36 à 43 minutes par épisode
- Date de la diffusion : le 14 juin 2021 pour la première partie de la saison 1 et le 21 juin 2021 pour la deuxième partie
- Nom américain : Voltaire High

## Lieux de tournage
- Lycée Voltaire : Abbaye royale, Saint-Jean-d'Angély
- Boucherie Magnan : 9 rue de Verdun, Saint-Jean-d'Angély

## Épisodes

### Première saison (2021)
La saison 1, de huit épisodes, est diffusée à partir du 14 juin 2021.
| n° | Titre français | Date de diffusion |
| --- | -------------- | ----------------- |
| 1 | Episode 1      | 14 juin 2021      |
| Septembre 1963. La rentrée se prépare au Lycée Voltaire. Pour la première fois cette année, cet établissement accueille des filles : 11, toutes en classe de Seconde. Si le proviseur est enchanté de cette expérience, Bellanger, le Surveillant Général, est moins convaincu. Lui et sa femme Jeanne, l’infirmière, auront vite à gérer les débordements de cette nouvelle mixité                             |                |                   |
| 2 | Episode 2      | 14 juin 2021      |
| C'est un grand jour chez les 2nde 1 : premier cours de sport (qui réserve aux filles quelques surprises), et compétition pour devenir chef de classe. Ou cheffe de classe ? Journée éprouvante aussi pour Bellanger : tandis que son neveu passe en conseil de discipline, il suit d'un œil attentif les déboires de la nouvelle prof d'anglais, Mlle Couret, qui essaie tant bien que mal de trouver sa place. |                |                   |
| 3 | Episode 3      | 14 juin 2021      |
| Cette semaine, les élèves préparent des exposés en binômes. Simone est contente de revoir Jean-Pierre quand elle travaille chez Michèle, qui, elle, espère enfin décrocher une bonne note. Annick rencontre le nouvel amant de sa mère, dont elle se méfie. Le match de foot profs-élèves arrive, moins traditionnel cette année avec Bellanger pour arbitre et une femme sur le terrain !                      |                |                   |
| 4 | Episode 4      | 14 juin 2021      |
| C'est la rentrée de janvier. Bellanger est tout excité de retrouver le lycée… Mais les garçons sont dissipés. Ça a le don d'exaspérer Michèle, qui aimerait comprendre "ce qui rend sourd", et ne supporte pas d’être traitée comme une gamine. Quand la source de l’agitation est révélée en plein cours d’anglais, Couret et Bellanger doivent gérer ce problème disciplinaire ensemble.                      |                |                   |
| 5 | Episode 5      | 21 juin 2021      |
| Ce soir, Jeanne, l’infirmière du lycée se rend au théâtre avec Denise. Elle y fait la rencontre d’Irène, une comédienne bouleversante. Sur le chemin du retour, Denise croise Bellanger, qui la raccompagne et lui parle de ses déboires amoureux. Pendant ce temps, dans la famille de Couret, on peine à comprendre son changement de vie soudain : tout allait pourtant très bien entre elle et Francis…     |                |                   |
| 6 | Episode 6      | 21 juin 2021      |
| Annick est dégoûtée à l’idée de disséquer des grenouilles, et suggère de les voler. En échange, elle donne 1 h de cours particulier. Il n’en faut pas plus aux garçons pour relever le défi ! La "nièce du SurGé", elle, est tenue à l’écart. Entre 2 allers-retours aux toilettes à cause de ses règles particulièrement douloureuses, Simone dit à Michèle qu’elle n’a qu’à les voler elle-même.              |                |                   |
| 7 | Episode 7      | 21 juin 2021      |
| Heureusement que Laubrac est là, parce que Michèle en veut à mort à Jean-Pierre et Simone. Elle traîne au foyer où elle raconte ce qu’elle a vu au cinéma et les rumeurs se déchaînent. Le concours régional de latin approche pour Jean-Pierre : il n’a pas le droit à l’erreur… |                |                   |
| 8 | Episode 8      | 21 juin 2021      |
| Les Magnan s’inquiètent : leur fille n’est pas revenue. Le Proviseur pose un ultimatum à Bellanger : apparemment à l’origine des rumeurs sur Jeanne, il veut voir Michèle aujourd'hui. Quand Paul apprend qu’elle s’est enfuie avec son protégé, il part à leur recherche. Mais en réalité admire leur courage... Une surprise party s’improvise chez Pichon : on fête la fin de l’année scolaire !             |                |                   |